# توشيو اوكادا
توشيو اوكادا (باليابانية: 岡田 斗司夫 ) (و. 1958 – م) هو منتج، من اليابان، ولد في أوساكا.

## مناصب وهيئات
أدار جامعة طوكيو (30 سبتمبر 1994–28 فبراير 1995)، وغايناكس (1984–1992).

## وصلات خارجية
- توشيو اوكادا على موقع IMDb (الإنجليزية)
- توشيو اوكادا على موقع قاعدة بيانات الفيلم (الإنجليزية)